# Willy Villar
Willelmo Villar Rodríguez,  (Las Palmas de Gran Canaria, Islas Canarias, 17 de junio de 1969) más conocido como Willy Villar, es un exjugador de baloncesto y director deportivo español. Con 1.83 de estatura, su puesto natural en la cancha era el de base. Actualmente lleva la dirección deportiva del CB Gran Canaria.

## Trayectoria
Después de retirarse en el Drac Inca siguió ligado al mundo del baloncesto, siendo director técnico del propio Drac durante 7 años, posteriormente pasó al CAI Zaragoza donde ejerció el mismo cargo entre  2011 y 2016, año en que se incorpora al CB Estudiantes.
En julio de 2020 dejó la dirección deportiva del club estudiantil para volver a su ciudad natal como director deportivo del CB Gran Canaria.

## Clubes

### Como jugador
- Pitufos Basket Gran Canaria
- Cantera Real Madrid.
- 1988-89 Cacaolat Granollers.
- 1989-92 Baloncesto León.
- 1992-93 Tizona Burgos.
- 1993-94 CB Gran Canaria.
- 1994-95 Tecnur CABA Albacete.
- 1994-95 Peñas Huesca.
- 1995-96 Bilbao Patronato.
- 1996-97 Peñas Huesca.
- 1997-98 CB Gran Canaria.
- 1998-99 Seixal F.C.
- 1999-00 Ovarense Basquetebol.
- 2000-03 Drac Inca

### Como director técnico
- 2003-2009 Drac Inca
- 2009-2016 CAI Zaragoza
- 2016-2020 Estudiantes
- 2020-  CB Gran Canaria